# Институт юридической практики
Институт юридической практики (англ. Practising Law Institute, PLI) — некоммерческая организация непрерывного юридического образования, учрежденная попечителями Университета штата Нью-Йорк. Основанная в 1933 году, эта организация организует и проводит программы непрерывного юридического образования по всему миру. Образовательные программы проводятся в самых разных местах, в том числе в Нью-Йорке, Калифорнии, Иллинойсе, Вашингтоне, Джорджии, Массачусетсе, Техасе, Пенсильвании (все в США), Лондоне и Гонконге.
Программы также предлагаются в различных форматах, в том числе в виде онлайн-трансляций, MP3 и видео по запросу. Головной офис Института юридической практики находится в Нью-Йорке (штат Нью-Йорк), также у него есть отделение в Сан-Франциско (штат Калифорния).

## История
Основанный в 1933 году, Институт юридической практики был призван проводить курсы по юридической практике для юристов, недавно допущенных к юридической практике, а также для тех, кто хотел изучить элементы практической работы юриста. Поскольку в стране тогда происходил переход от наставничества к формальному обучению на юридических факультетах, некий нью-йоркский юрист по имени Харолд Селигсон (Harold Seligson) признал необходимость практического обучения юриспруденции и создал серию лекций под названием «Курсы юридической практики» («Practising Law Courses»). Эти лекции привели к созданию полноценного института, осуществляющего сегодня свою деятельность под флагом Института юридической практики.
К 1939 году институт был официально учреждён попечителями Университета штата Нью-Йорк. Он смог воспользоваться определенными историческими силами, включая «Новый курс», и федеральное регулирование предпринимательской деятельности, вызванное им. Закон США о ценных бумагах 1933 года и Закон США о торговле ценными бумагами 1934 года, к примеру, породили новую специализацию в праве. Эта новая специализация, в свою очередь, создала потребность в новом виде непрерывного юридического образования, которое наблюдается на практике сегодня.
Будучи некоммерческой образовательной организацией, Институт юридической практики продолжает на безвозмездной основе («про боно») предлагать программы и стипендии юристам и студентам, нуждающимся в помощи. В 2012 году Институт юридической практики выдал более 26 тысяч стипендий.
27 апреля 2015 года Попечительский совет официально назначил Аниту Карр Шапиро (Anita Carr Shapiro) пятым президентом института. Она сменила Виктора Рубино (Victor J. Rubino), который был единогласно утверждён почётным президентом института после пребывания его президентом с 1983 года.

## Миссия
Миссия Института юридической практики, указанная на его сайте:
Повышать профессионализм юристов и других специалистов посредством предоставления экономически эффективно высококачественных и самых инновационных программ, публикаций и других услуг, дающих им возможность вести юридическую практику компетентным и этическим образом, а также выполнять обязательства на безвозмездной основе («про боно»). (To enhance the professionalism of attorneys and other qualified persons by providing, in a cost effective manner, the highest quality and most innovative programs, publications and other services to enable them to practice law competently and ethically, and to fulfill pro bono responsibilities.)

## Известные преподаватели и авторы
- Роберт Хузами (Robert Khuzami)[7]
- Прит Бхарара[англ.] (Preet Bharara)[8]
- Мэри Шапиро (Mary Schapiro)[9]
- Берт Ньюборн (Burt Neuborne)[10]
- Тед Уэлз (Ted Wells)[11]
- Джошуа Балланс (Joshua Ballance)[12]